# Pâton

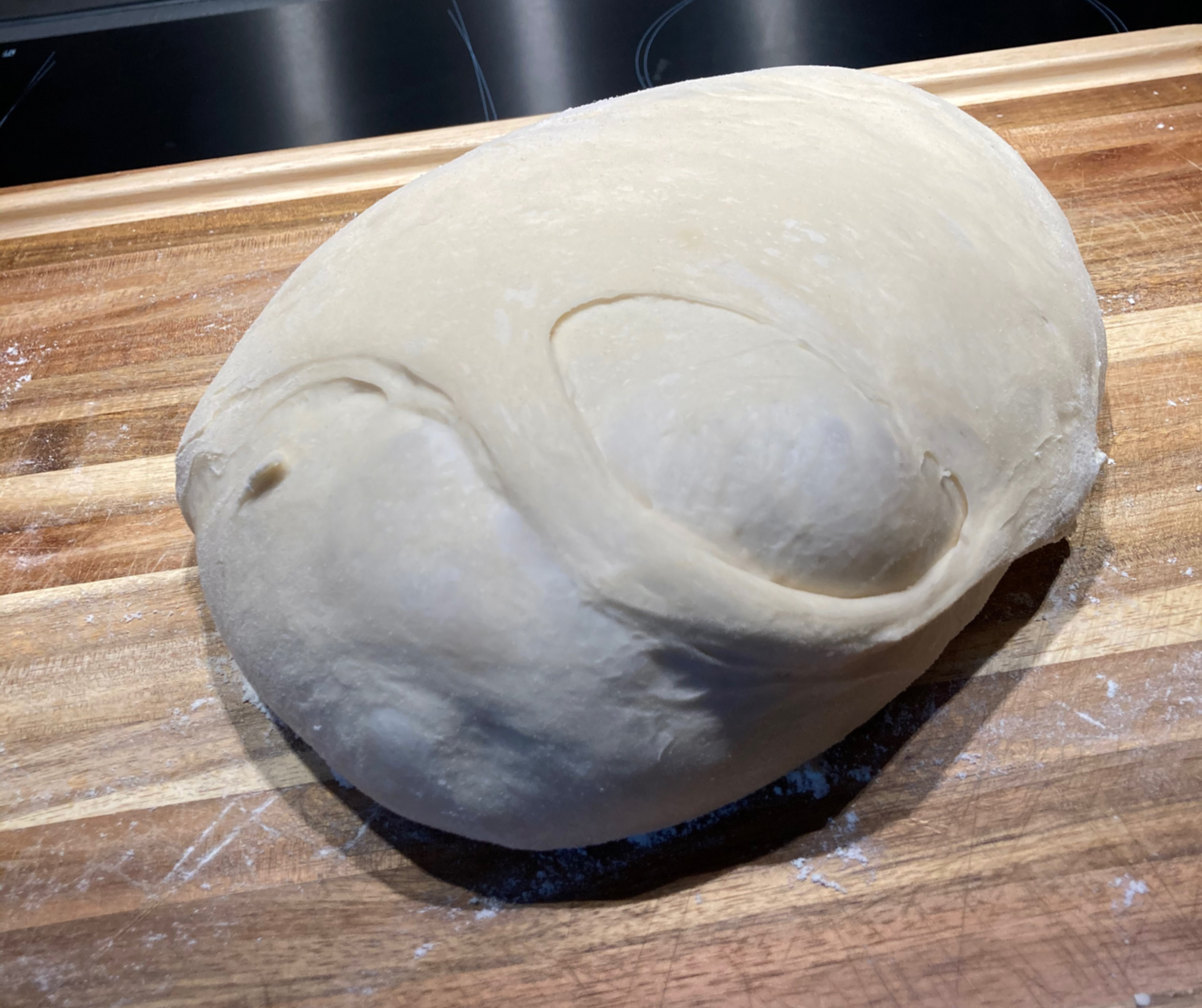
Pâton de pain.

Le pâton est le morceau de pâte qui sert de base à la fabrication du pain ou plus généralement à réaliser une préparation,. Dans la fabrication du pain, le pâton est l'élément mis en forme avant l'enfournage pour lui donner un aspect dont l'esthétique comme la structure se révéleront après la cuisson.

## Étymologie
Le terme pâton provient de « pâte ». Initialement paston, puis pâton à partir du XVIIIe siècle.

## Description

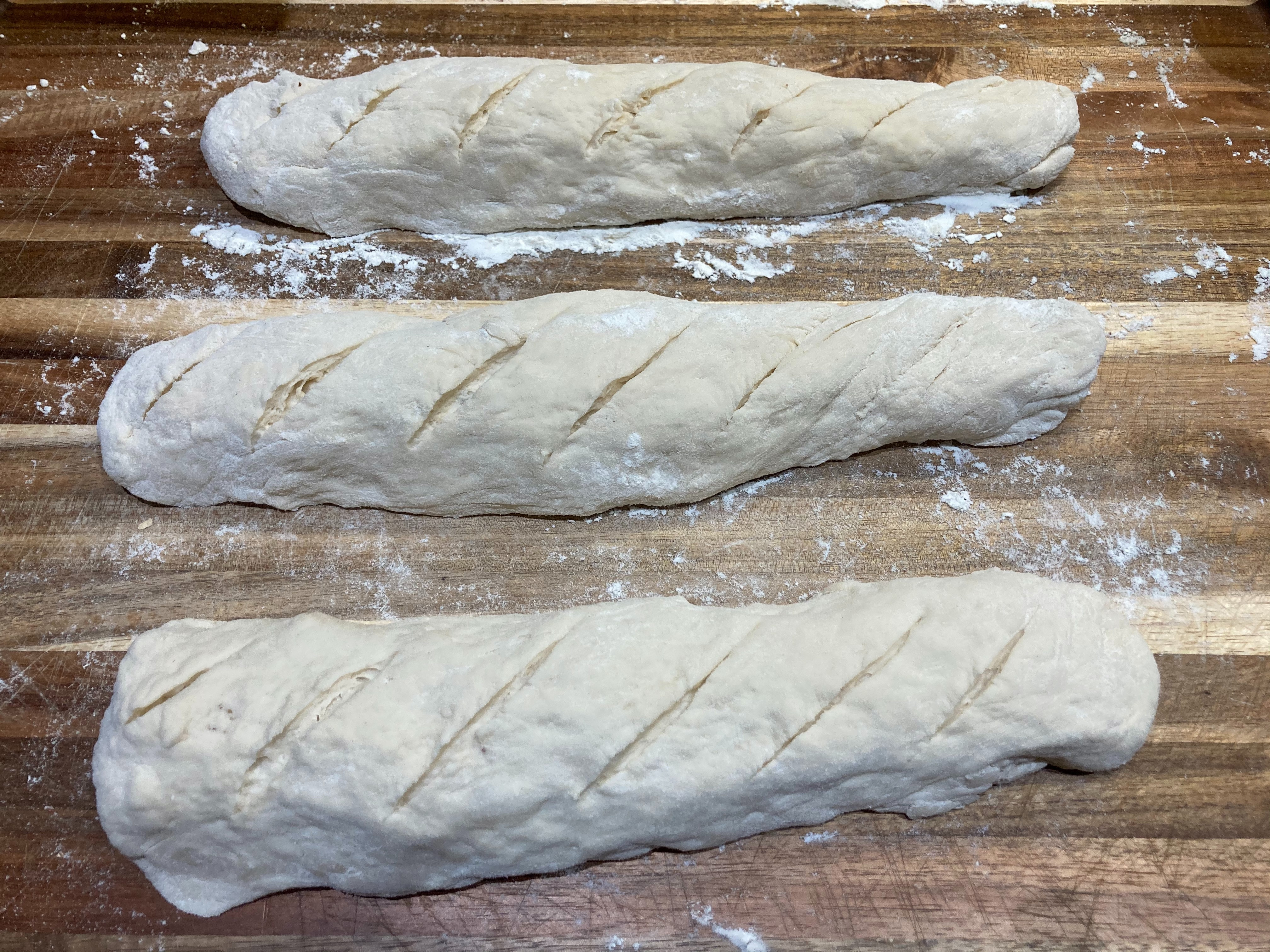
Trois pâtons de baguettes de pain (avec grignes).

Le pâton est la boule de pâte (à pain, à pizza, brisée, ou de pâtes alimentaires) qui est obtenue par pétrissage. Cette boule est mise en attente pour être pesée, tournée, ou façonnée avant d'être utilisée. Une fois transformé, le pâton représente la quantité utile à la fabrication d'une préparation.